# Nitidula obenbergeri
Nitidula obenbergeri – gatunek chrząszcza z rodziny łyszczynkowatych i podrodziny Nitidulinae. Zamieszkuje palearktyczną Azję.

## Taksonomia
Gatunek ten opisany został po raz pierwszy w 2021 roku przez Andrzeja Lasonia, Jiříego Hájka i Josefa Jelínka na łamach „Acta Entomologica Musei Nationalis Pragae”. Jako miejsce typowe wskazano Haibu w chińskim Qinghaiu. Epitet gatunkowy nadano na cześć koleopterologa Jana Obenbergera. W obrębie rodzaju Nitidula zaliczany jest do grupy gatunków carnaria, obejmującej także N. maculosa i N. carnaria.

## Morfologia
Chrząszcz o podługowato-owalnym w zarysie ciele długości od 2,7 do 4,2 mm i szerokości od 1 do 1,8 mm. Owłosienie ciała jest dość długie, gęste i żółtawe.
Głowa jest brązowa do czarnej, gęsto punktowana, matowa, z parą wcisków między nasadami czułków. Ubarwienie czułków jest żółtobrązowe z czarnymi buławkami, a ich długość niemal dorównuje szerokości głowy; człony czwarty i piąty są dłuższe niż szerokie, szósty i siódmy tak szerokie jak długie, a ósmy poprzeczny.
Przedplecze jest brązowe do czarnego, poprzeczne, najszersze za środkiem długości, ku przodowi silniej niż ku tyłowi zaokrąglone, o przedniej krawędzi ściętej i nieco szerszej niż głowa, przednich kątach rozwartych i niewystających, bocznych brzegach nierozpłaszczonych i przed tylnymi kątami nieznacznie wklęśniętych, kątach tylnych rozwartych do prawie prostych, a tylnej krawędzi obrzeżonej. Dysk przedplecza ma ukośne wciski przy tylnych kątach. Punktowanie jest bardzo gęste i, zwłaszcza u samic, urozmaicone, z chropowatymi punktami największymi. Niewielka, gęsto punktowana tarczka ma prawie trójkątny kształt. Pokrywy są najszersze w ostatniej ćwiartce, na szczytach osobno zaokrąglone. Ubarwienie mają brązowe do czarnego z pomarańczowym wzorem, na który typowo składają się: para bardzo dużych plamek nasadowych, para mniejszych, okrągłych plamek tuż za środkiem długości pokryw oraz obrzeżenie krawędzi bocznych i tylnych, niekiedy jednak plamy nasadowe zlewają się z okrągłymi. W widoku grzbietowym ciężko jest dostrzec oba brzegi boczne pokryw. Punkty na powierzchni pokryw są nieco mniejsze od fasetek, oddzielone nie większymi niż ich średnice, śladowo mikrosiateczkowanymi przestrzeniami. Hypomery są płaskie, płytko i gęsto punktowane. Przedpiersie ma wyraźnie obrzeżony przedni brzeg, a wyrostek międzybiodrowy za biodrami rozszerzony, o długich i zaostrzonych kątach szczytowo-bocznych. Odnóża są żółtobrązowe. U samca człony stóp od pierwszego do drugiego są dwupłatowe, u samicy niezmodyfikowane.
Prawie trójkątne z zaokrąglonym szczytem pygidium ma gęsto punktowaną i prawie pomarszczoną powierzchnię. Odwłok samca ma szeroko zaokrąglony wierzchołkowy brzeg ósmego tergitu. Genitalia samca cechują się 1,4 raza dłuższym niż szerokim tegmenem o prawie równoległych bokach nasadowej połowy i stopniowo zwężonej ku płasko zaokrąglonemu szczytowi połowi odsiebnej, a także niemal dwukrotnie dłuższym niż szerokim, najszerszym w odsiebnej połowie płatem środkowym edeagusa.

## Ekologia i występowanie
Owad zoosaprofagiczny, znajdowany na padlinie ssaków, w tym kóz, zajęcy i owiec.
Gatunek palearktyczny, azjatycki. Znany jest z południowo-wschodniego Kazachstanu, Tuwy i Kraju Zabajkalskiego we wschodniosyberyjskiej części Rosji, Mongolii oraz Qinghaiu w północno-zachodnich Chinach.